# Kopanina (Ještědsko-kozákovský hřbet)
Kopanina (německy Kopainberg) je vrch v okrese Jablonec nad Nisou rozkládající se nad jihozápadním okrajem vesnice Kopanina. Nadmořská výška vrcholu je 657 metrů.

## Popis vrchu

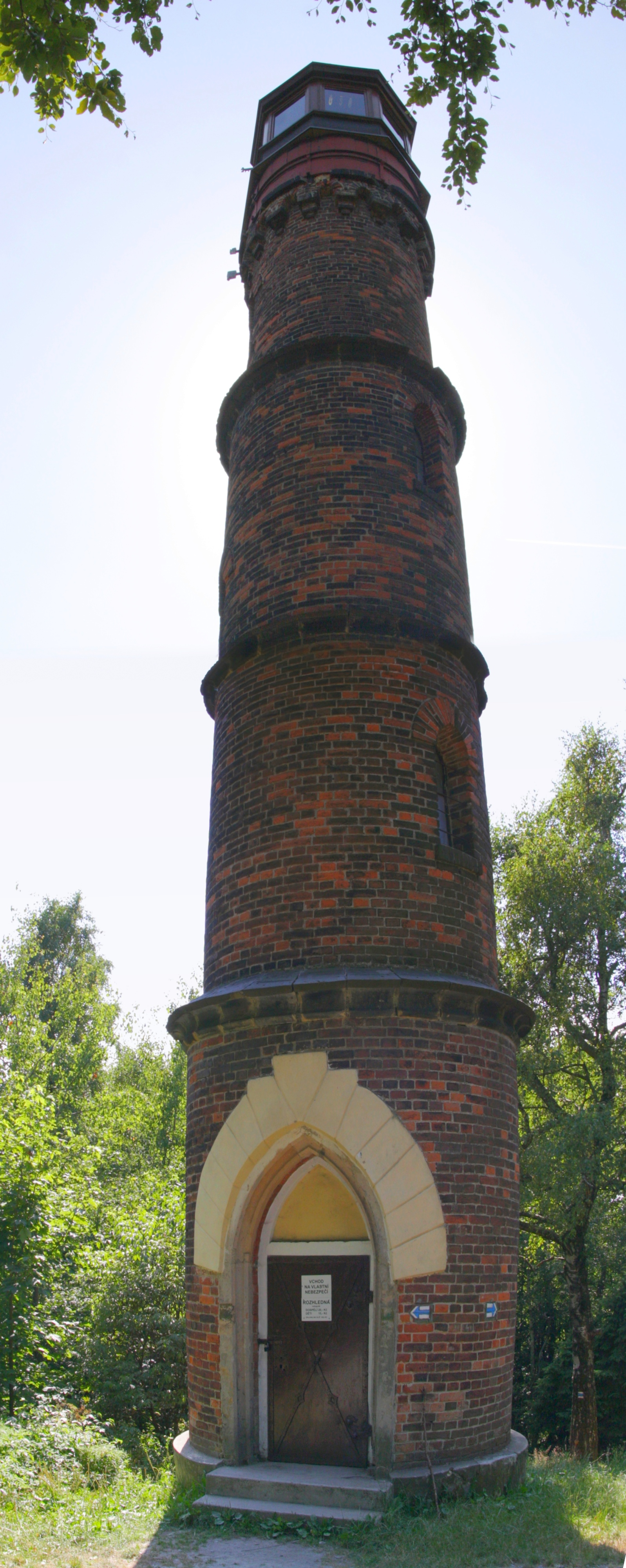
Rozhledna Kopanina

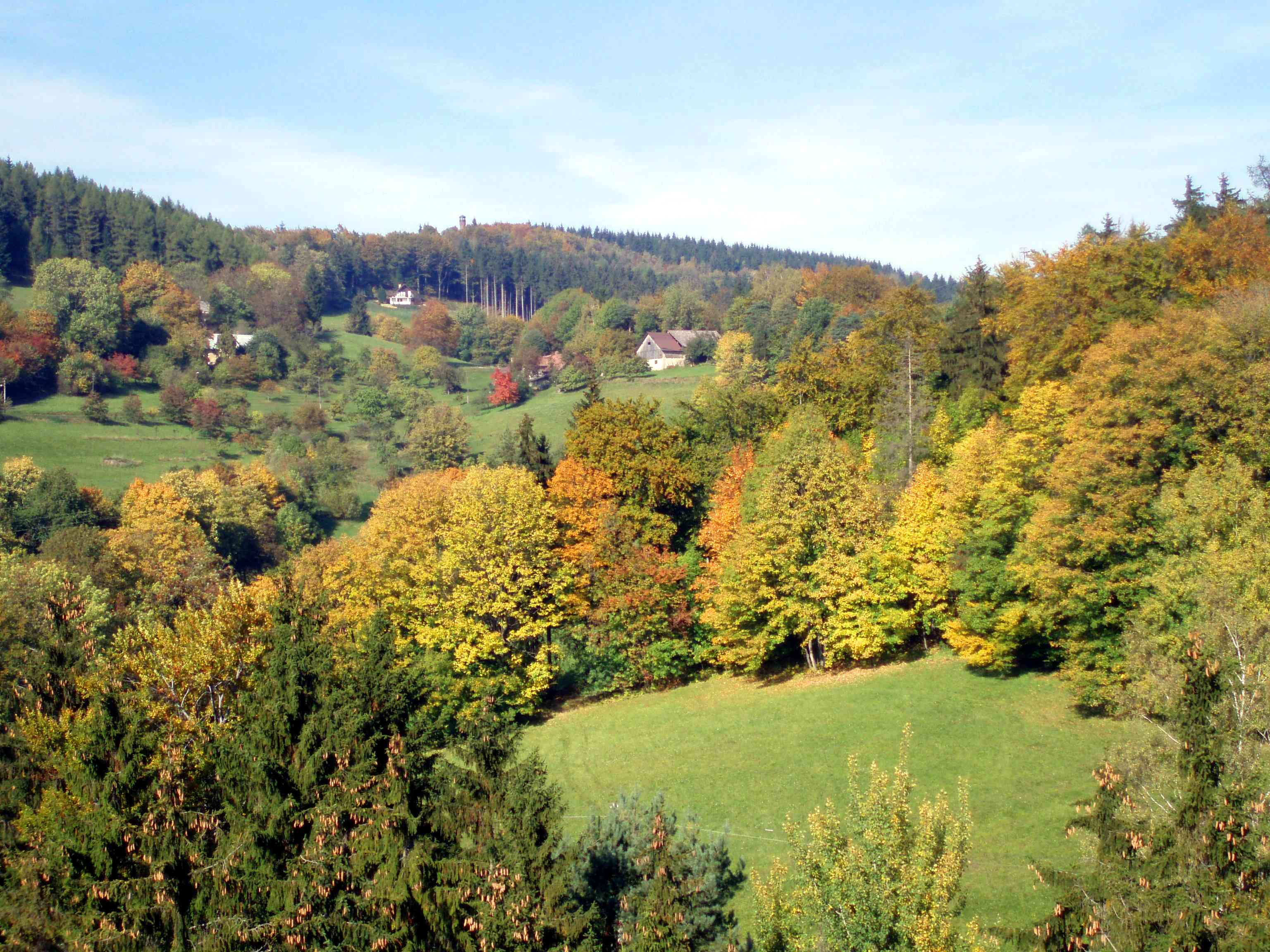
Kopanina z hradu Frýdštejn

Je to suk tvaru ploché kupy na tektonicky vyklenuté hřbetnici hrásťového hřbetu, tvořený prekambrickými chlorit-sericitickými fylity s vložkami kambrických metadiabasů. V dolní části příkřejšího vyššího jihozápadního svahu jsou výrazné nesouměrné kuželovité bazaltandezitové suky (např. Mandlová hora s nalezištěm polodrahokamů). Vrch se zvedá při hraně širokého uzávěru údolí Vranského potoka. Ve vrcholové části se rozprostírají louky, svahy jsou převážně zalesněny, zejména smrkem.

## Geomorfologické zařazení
Vrch náleží do celku Ještědsko-kozákovský hřbet, podcelku Ještědský hřbet, okrsku Kopaninský hřbet a podokrsku Javornický hřbet.

## Rozhledna
Roku 1894 byla na částečně zalesněném kopci zásluhou Klubu českých turistů postavena 18 metrů vysoká cihlová rozhledna s cimbuřím za 2800 zlatých. Otevřena byla 3. června 1894. V roce 1936 byl její vrchol zastřešen a opatřen okny. Z rozhledny se naskytuje kruhový výhled na nedaleký hrad Frýdštejn, Malou Skálu v údolí Jizery, Krkonoše a Jizerské hory, za dobré viditelnosti lze dohlédnout na Ještěd, Bezděz, Kozákov a Hazmburk.

## Turistika
Automobilem lze přijet k Myslivecké chatě ve vsi Kopanina. Přes vrchol vede modrá turistická značka Pelíkovice – Frýdštejn. U rozhledny je situováno třinácté zastavení Naučné stezky manželů Scheybalových. Na jižní straně Kopaniny nad obcí Frýdštejn se nachází lyžařský vlek. Vrchol s rozhlednou leží těsně mimo hranice Přírodního parku Maloskalsko.
Na západním svahu kopce se rozkládá Les zelené energie, kde jsou vysazovány stromy za zákazníky Skupiny ČEZ.